# Marie d'Aragon
Pour les articles homonymes, voir Marie.
Marie d'Aragon est née le 29 juin 1482 à Cordoue et morte le 7 mars 1517 à Lisbonne. Elle est reine de Portugal par son mariage avec Manuel Ier.

## Enfance
Marie est née à Cordoue le 29 juin 1482. Elle est le quatrième enfant et la troisième fille d'Isabelle Ire de Castille et de Ferdinand II d'Aragon (les Rois catholiques ; leur deuxième fille était la reine Jeanne la Folle, mère de Charles Quint). Elle a un jumeau mort-né de sexe indéfini. Comme ses sœurs, elle reçoit une éducation approfondie : elle apprend non seulement la gestion d'une maisonnée, mais aussi l'arithmétique, le latin et plusieurs autres langues, ainsi que l'histoire, la philosophie et la littérature.

## Mariage et descendance
En tant qu'infante d'Espagne, son mariage occupe une place importante dans la politique européenne. Ses parents songent d'abord à la marier au roi Jacques IV d'Écosse . C'est à la même époque que le mariage de sa jeune sœur Catherine avec Arthur Tudor est négocié, et Ferdinand et Isabelle pensent donc que les deux sœurs pourraient maintenir la paix entre leurs maris. Cependant, ces plans n'aboutissent pas. En effet, sa sœur aînée, Isabelle d'Aragon, première épouse de Manuel Ier de Portugal, meurt en 1498, ce qui crée pour le roi la nécessité de se remarier et de réaffirmer les liens dynastiques entre les maisons royales espagnoles et portugaises.
Manuel et Marie se marient à Alcácer do Sal le 30 octobre 1500 , et la nouvelle reine reçoit Viseu et Torres Vedras comme douaire.
Le couple a dix enfants :
- Jean III de Portugal (1502-1557), épouse Catherine de Castille,
- Isabelle de Portugal (1503-1539), épouse de son cousin germain Charles Quint,
- Béatrice de Portugal (1504-1538), épouse de Charles III de Savoie,
- Louis de Portugal (1506-1555), 5e duc de Beja et père d'Antoine de Portugal, prétendant au trône du Portugal,
- Ferdinand de Portugal (1507-1534), duc de Guarda, époux de Guyomar Coutinho, comtesse de Loulé (morte en 1534),
- Alphonse (1509-1540), cardinal,
- Marie (1511-1513),
- Henri Ier (1512-1580), cardinal, puis roi du Portugal,
- Édouard de Portugal (1515-1540), 4e duc de Guimarães, époux d'Isabelle de Bragance,
- Antoine de Portugal (1516-1516).

## Reine consort de Portugal
La reine Marie est décrite comme étant pâle et mince d'apparence. Sérieuse et pieuse, elle consacre son temps à la couture, à la dévotion et à l'éducation de ses enfants, conformément aux principes de ses parents. Elle entretient une correspondance étroite avec sa famille, et s'entend bien avec sa belle-sœur Isabelle de Viseu et sa belle-mère Béatrice de Portugal. Sa cour, l'une des plus riches d'Europe, accueille des dames d'honneur espagnoles et portugaises. Le roi Manuel apprécie sa nature pieuse, la traite avec respect et lui offre des vêtements et des bijoux coûteux pendant ses grossesses.
La reine Marie ne joue pas un rôle politique significatif, bien que les chroniques fassent son éloge quand elle persuade son mari d'un acte de miséricorde. Elle est toutefois impliquée dans la politique religieuse, et cofonde le monastère des Hiéronymites.
Au cours de sa vie au Portugal, Marie est presque continuellement enceinte, et n'a que quelques mois de répit entre un accouchement et une nouvelle grossesse. Cela entraîne une détérioration continue de sa santé et après son accouchement de 1516, elle est épuisée à un point tel qu'elle est temporairement mentalement confuse. Elle meurt  à Lisbonne le 7 mars 1517 et est inhumée au monastère des Hiéronymites.